# Oscar A. Jofre
Oscar A. Jofre (1965. október 20.–) chilei származású Kanadában élő informatikus szakember. 2008-ban a tíz legbefolyásosabb latin vállalatvezető egyikének választották Kanadában.
Kifejlesztette a SaaS-alapú BabelFish fordítóprogramot, ő az ottawai honosságú BabelFish Corporation elnök-vezérigazgatója. A BabelFish a Galaxis útikalauz stopposoknak valamennyi változatában felbukkanó automata fordítószerkezet.
Oscar A. Jofre fejlesztette ki 2003-ban a BoardSuite platformot: egy műszaki megoldást, amelyek segítségével a vállalatok vezető testületének tagjai biztonságos hálózaton keresztül, számítógépeikkel hozzáférnek a vezetőtestület irataihoz, kimutatásokhoz, a vállalat jelentéseihez. A BoardSuit is SaaS-alapú web-alkalmazás.